# اوتاویا چستونارو
اوتاویا چستونارو (ایتالیایی: Ottavia Cestonaro؛ زادهٔ ۱۲ ژانویهٔ ۱۹۹۵) ورزشکار زن پرش طول و پرش سه‌گام اهل ایتالیا است.
وی در مسابقات کشوری و بین‌المللی در مجموع برندهٔ ۱ مدال طلا شده‌است.